# Sierra Silver

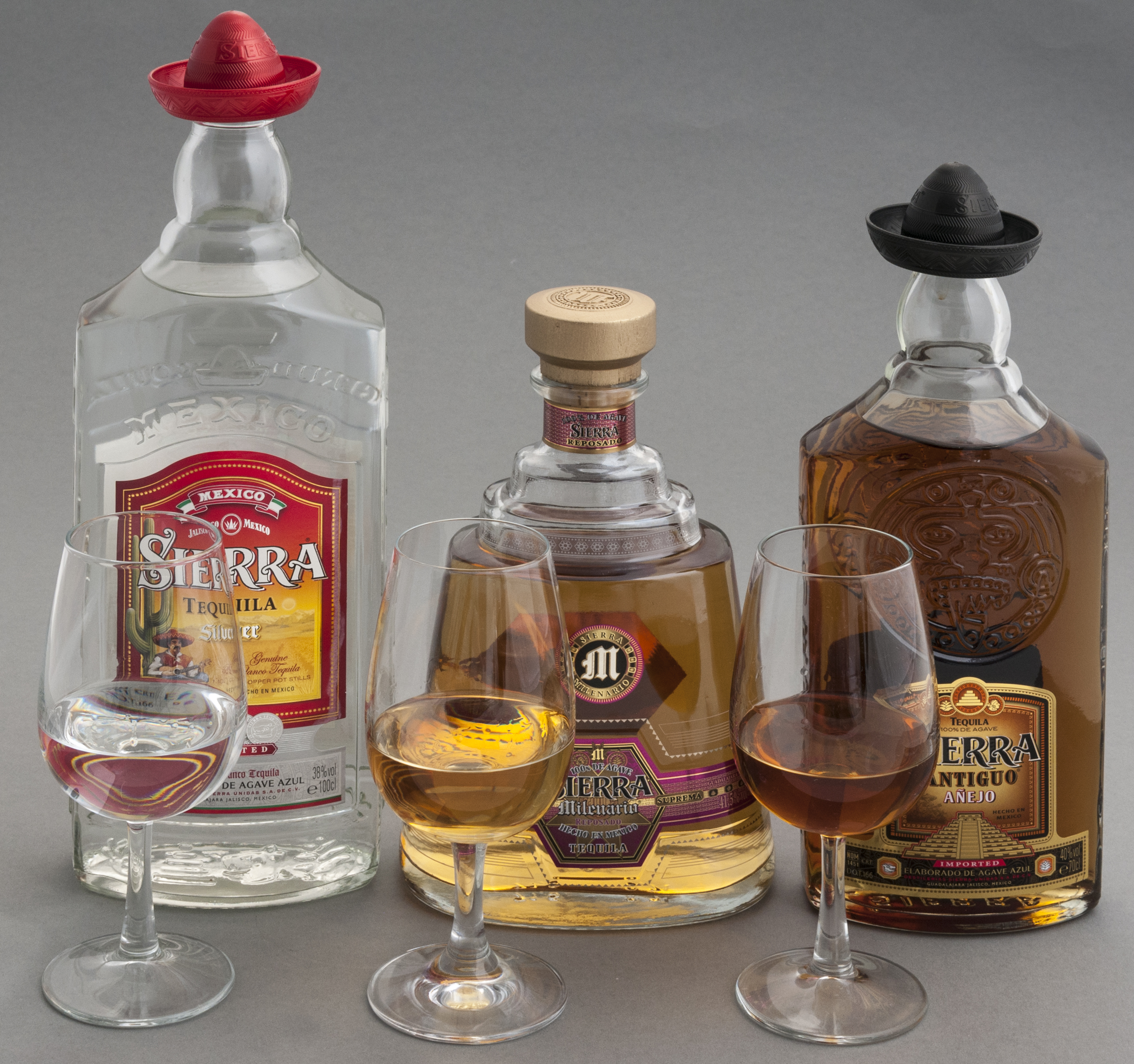
Linha de tequilas mexicanas da Borco

Sierra Silver é uma tequila produzida pela empresa alemã BORCO-MARKEN-IMPORT Matthiesen GmbH & Co. KG (ou simplesmente Borco) com alto teor alcoólico da ordem de 74%. Sua matéria prima é o agave e uma das características da marca é o pequeno sombrero, feitos de plástico, que é ligado à tampa de garrafa.
Toda a linha de tequilas da Borco e fabricada no México, pela sua subsidiária local Destilerías Sierra Unidas S.A.. 

## Ligação externa
- «Sítio oficial»